# Вилхелм Буш
Хайнрих Кристиан Вилхелм Буш (на немски: Heinrich Christian Wilhelm Busch) е прочут хумористичен поет от Германия. Известен е със своите сатирични истории по картинки и е един от пионерите на модерния комикс.

## Биография
Роден е на 15 април 1832 г. във Вийденсал. Първоначално изучава машиностроене в Хановерската политехника, но след 4 години следване го изоставя и изучава изкуство в Дюселдорф (1851 г.), Антверпен (1852 – 1853 г.). След като заболява от тиф, през 1853 г. се завръща при родителите си във Вийденсал. Докато се възстановява от болестта, рисува и събира фолклор – приказки, песни и легенди.
По-късно продължава образованието си в Мюнхен, където започва да рисува и карикатури. Една от първите му истории, Макс и Мориц (публикувана през 1865 г. от мюнхенския издател Каспар Браун), има огромен успех – до смъртта на Буш претърпява 56 издания в 430 000 тираж.
Вилхелм Буш пише и няколко от историите му по картинки. Създава над 1000 картинки, които преди смъртта му през 1908 г. не са били продавани.
Умира на 9 януари 1908 г. в Мехтсхаузен, сега част от град Зеезен.

## Творби
(с годината на публикация)
- 1859 Die kleinen Honigdiebe [2]
- 1864 Bilderpossen
- 1865 Max und Moritz (на български „Макс и Мориц“)
- 1866 Schnaken und Schnurren
- 1867 Hans Huckebein, der Unglücksrabe
- 1868 Schnaken und Schnurren, part II
- 1869 Schnurrdiburr oder die Bienen Braun
- 1870 Der heilige Antonius von Padua
- 1872 Schnaken und Schnurren, part III
- 1872 Die fromme Helene
- 1872 Bilder zur Jobsiade
- 1872 Pater Filuzius
- 1873 Der Geburtstag oder die Partikularisten
- 1874 Dideldum!
- 1874 Kritik des Herzens
- 1875 Abenteuer eines Junggesellen
- 1876 Herr und Frau Knopp
- 1877 Julchen
- 1878 Die Haarbeutel
- 1879 Fipps, der Affe
- 1881 Stippstörchen für Äuglein und Öhrchen
- 1881 Der Fuchs. Die Drachen. – Zwei lustige Sachen
- 1882 Plisch und Plum (на български излизала като „Плиш и Плюм“, „Плиш и Плум“ или „Цоп и Цап“)
- 1883 Balduin Bählamm, der verhinderte Dichter
- 1884 Maler Klecksel
- 1891 Eduards Traum
- 1893 Von mir über mich (автобиография)
- 1895 Der Schmetterling
- 1904 Zu guter Letzt
- 1908 Hernach
- 1909 Schein und Sein
- 1910 Ut ôler Welt (легенди)

## Галерия
- Фипс маймуната
- Господин и госпожа Кноп
- Ханс Хукебайн, гарванът без късмет
- „Плиш и Плюм“ (излизали и като „Плиш и Плум“, „Цоп и Цап“)